# استقلال برمجي
المصطلح «الاستقلال البرمجي» (SI) تمت صياغته على يد الدكتور رون ريفست والباحث في المعهد الوطني للمعايير والتكنولوجيا (NIST) جون واك. وآلة تصويت الاستقلال البرمجي هي آلة لا يعتمد سجل الجدولة بها بشكل مفرد على البرامج. فالهدف من نظام الاستقلال البرمجي هو تحديد هل كل الأصوات التي تم تسجيلها مشروعة أم خاطئة بشكل قاطع.
التعريف الفني للاستقلال البرمجي هو:

برنامج التصويت هو برنامج لا يعتمد على البرامج إذا كان أي تغيير أو خطأ غير مكتشف في البرامج لا يمكن أن يسبب تغييرًا أو خطأ لا يمكن اكتشافه في نتائج الانتخابات.
وقد تمت إعادة تعريف الاستقلال البرمجي على أنه ملكية عالمية لجدولة الأصوات بدلاً من كل صوت على حدة، حيث يهدف إلى اكتشاف وليس منع الأخطاء والخداع عبر العمليات البشرية.

## قرار لجنة تطوير الإرشادات الفنية (TGDC)
تبنت لجنة تطوير الإرشادات الفنية التابعة للجنة مساعدة الانتخابات قرار الاستقلال البرمجي للدورة التالية VVSG::
استجاب مسئولو وموردو أنظمة الانتخابات بشكل مناسب للتعقيد المتنامي في أنظمة التصويت من خلال إضافة المزيد من عناصر التحكم الصارمة على الوصول والتشفير والاختبارات والأمان المادي، والتي تم فرضها على تدابير وأنظمة الانتخابات. وقد نظرت لجنة تطوير الإرشادات الفنية في أمر التهديدات الحالية فيما يتعلق بأنظمة التصويت، وفي هذا الوقت، ترى أن الشئون الأمنية لا تضمن استبدال أنظمة التصويت الموزعة عندما يتم استخدام أفضل ممارسات لجنة مساعدة الانتخابات.
من أجل إتاحة إمكانية المراجعة والتعامل بشكل تفاعلي مع الصعوبات المتنامية للحماية ضد كل التهديدات المتوقعة، توجه لجنة تطوير الإرشادات الفنية STS لكتابة المتطلبات الخاصة بالإصدار التالي من إرشادات نظام التصويت التطوعي (VVSG)، الذي يفرض أن تكون أنظمة التصويت مستقلة عن البرامج. وتوجه لجنة تطوير الإرشادات الفنية STS وHFP لوضع مسودة بمتطلبات إمكانية الاستخدام والوصول لضمان تحقق كل الناخبين من سجلات التصويت المستقلة.
كما أن لجنة تطوير الإرشادات الفنية توجه كذلك STS واللجان الفرعية للمتطلبات والاختبارات الجوهرية (CRT) لوضع مسودة بالمتطلبات لضمان إمكانية الاعتماد على الأنظمة التي تنتج سجلات تصويت قابلة للتحقق منها بشكل مستقل وتوفير دعم كافٍ للمراجعات.

## أمثلة على الأنظمة
من أمثلة أنظمة التصويت المستقلة عن البرامج أنظمة التصويت بالمسح السياسي وأجهزة الكمبيوتر الإلكترونية للتسجيل المباشر (DRE) مع مراجعة الحسابات الورقية التي يتم التحقق منها من خلال الناخبين.